# بروميد الألومنيوم
 بروميد الألومنيوم مركب كيميائي صيغته AlBr3، ويكون على شكل بلورات بيضاء إلى صفراء شاحبة.

## التحضير
يحضر مركب بروميد الألومنيوم من تفاعل البروم مع الألومنيوم
2Al + 3Br2 → Al2Br6

## الخواص
- يوجد في الحالة الصلبة على شكل Al2Br6 حيث تشكل أيوني بروميد جسرا بين مركزي الألومنيوم بالتالي يحقق الألومنيوم قاعدة الثمانيات.
- مركب بروميد الألومنيوم حساس للرطوبة، حيث تصدر منه أبخرة عند التماس مع الهواء الرطب.
- يتفاعل بعنف مع الماء البارد ويتفكك في الماء الساخن، لكنه ينحل في أغلب المحلات العضوية مثل الأسيتون واالهكسان.
- يتفكك مركب بروميد الألومنيوم بالتسخين إلى الفلزات المكونة البروم والألومنيوم.

2AlBr3 –Δ→ 2Al + 3Br2

### التفاعلات الكيميائية[2]
يتفاعل مع رباعي كلورو الميثان عند الدرجة 100°س ليعطي رباعي برومو الميثان حسب المعادلة
4 AlBr3 + 3 CCl4 → 4 AlCl3 + 3 CBr4
يتفاعل مع غاز الفوسجين حيث يعطي بروميد الكربونيل وكلوروبروميد الألومنيوم
AlBr3 + COCl2 → COBr2 + AlCl2Br

## الاستخدامات
- يستخدم مركب بروميد الأومنيوم كمحفز في العديد من تفاعلات الكيمياء العضوية مثل تفاعل ألكلة فريدل-كرافتس وبعض تفاعلات البلمرة.